# Бауринг, Джон
Джон Бауринг (англ. John Bowring, кит. трад. 宝宁,宝灵; 17 октября 1792 года, Эксетер, Девон, Англия, Великобритания — 23 ноября 1872 года, Кларемонт, Девон, Англия, Великобритания) — британский колониальный чиновник и экономист, путешественник, лингвист, член палаты общин парламента Великобритании, губернатор Гонконга, кавалер Ордена Бани.

## Биография
Джон Бауринг родился 17 октября 1792 года в Эксетере, в графстве Девоншир, в Англии в семье унитариан — торговца шерстью Чарльза Бауринга и Сары Джейн Энн Бауринг, дочери Томаса Лейна, викария из Сент-Ив в графстве Корнуолл. По завершении образования в унитарианской школе в Моретонхэмпстэде, в возрасте 13 лет поступил на работу в компанию своего отца. В юности попал под влияние родоначальника английского утилитаризма Иеремии Бентама, позднее даже стал его другом. Однако, в отличие от него, с уважением относился к художественной литературе.
В нём рано проявились способности к иностранным языкам, что со временем сделало из него полиглота. Он знал до двухсот языков и мог свободно говорить на ста из них, занимался переводами поэзии и народного творчества, в частности с русского, сербского, польского, чешского, венгерского, испанского и яванского языков, сочинял стихи, написал несколько работ на политические и экономические темы.
С началом Греческой революции в 1821 году, вместе с Эдвардом Блакьером стал одним организаторов и руководителей Филэллинского комитета Лондона, с целью оказания помощи восставшим грекам.
В 1825 году был принят на место главного редактора в «Вестминстер ревю» (англ. Westminster Review). Вскоре заслужил всеобщее уважение как политический экономист и парламентский реформатор. Одним из первых на страницах своего издания выступил за свободную торговлю, парламентскую реформу, католическую эмансипацию и народное образование. В 1828 году посетил Нидерланды. В феврале 1829 года Университет Гронингена присвоил ему степень доктора юридических наук. В следующем году побывал в Дании, готовя к публикации, переведённый им, сборник скандинавской поэзии. До 1832 года был полномочным представителем Британской и зарубежной унитарианской ассоциации. Член Венгерской академии наук (1832). Иеремия Бентам попытался помочь другу занять место профессора английского языка или истории в только что основанном Университетском колледже Лондона, но безуспешно. Он назначил его своим литературным душеприказчиком, и в 1843 году, после смерти Иеремии Бентама, Джон Бауринг подготовил и издал собрание его сочинений в одиннадцати томах.
В 1835 году был избран в парламент как депутат от Килмарнок Бургс, и в следующем году был назначен главой правительственной комиссии, отправленной во Францию для расследования фактического состояния торговых дел между двумя странами. Занимался подобными исследованиями в Швейцарии, Италии, Сирии и Германии.
Итогом этих миссий стало появление серии докладов, прочитанных им в Палате общин. С 1841 по 1849 год был членом парламента как депутат от Болтона. В 1843 году им был сделан и издан перевод с чешского языка средневековый «Манускрипт двора королевы». Ныне известно что это была фальсификация чешского поэта Вацлава Ханки. В 1846 году стал президентом Мадзинианской Народной Интернациональной лиги.
Самостоятельно поддерживал свою политическую карьеру, инвестируя заработанные средства в развивавшуюся в середине 1840-х годов в Южном Уэльсе черную металлургию. В 1845—1846 году вместе с небольшой группой купцов и банкиров из Лондона он построил большие металлургические заводы в Мэйстеге, в Гламоргане. Образовавшийся промышленный центр получил название Баурингтона, то есть «города Бауринга». Несмотря на правильный подход к делу, из-за торговой депрессии в конце 1840-х годов ему пришлось отказаться от своих предприятий и поступить на государственную службу.
В 1849 году он был назначен британским консул в Кантоне и суперинтендантом британской торговой миссии в Китае. Как до своего назначения, так и после, проявил себя сторонником десятичной денежной системы. 27 апреля 1847 года он обратился к Палате общин по этому вопросу. Согласился на компромисс, что непосредственно привело к вопросу о флорине — одной десятой фунта стерлингов, введенного в качестве первого шага в 1848 году и в целом в 1849 году. Опубликовал работу под названием «Десятичная система в цифрах, монетах и счетах» в 1854 году.
13 апреля 1854 года был назначен губернатором Гонконга. Во время его губернаторства вспыхнул спор с китайцами. Раздражение, вызванное его энергичной или своевольной политикой привело к началу Второй опиумной войны (1856—1860). В то же время, он позволил китайским гражданам в Гонконге участвовать в качестве присяжных заседателей в судебных процессах и работать юристами. Наконец, ему приписывается создание первой коммерческой системы коммунального водоснабжения в колонии и установления архитектурного канона, чем был обеспечен достойный дизайн всех будущих строительных проектов в Гонконге.
Обустроил восточную часть округа Ваньчай в устье реки недалеко от Хэппи-Вэлли и гавани Виктория; продлил реку каналом. Эта область получила название Баурингтон. В 1855 году посетил королевство Сиам, где, после переговоров с королём Монгкутом, заключил договор о торговле, получивший название «Договора Бауринга». В марте 1859 году подал в отставку и получил государственную пенсию.
В 1861 году был направлен британским правительством в Италию для установления торговых отношений между Великобританией и новым королевством. Впоследствии принял назначение на место чрезвычайного и полномочного посла Гавайского королевства при правительствах Европы, и в этом качестве участвовал в заключении договоров с Бельгией, Нидерландами, Италией, Испанией и Швейцарией. 31 мая 1870 года награждён Большим крестом гавайского ордена Камехамехи I.